# Canton de Drulingen
Le canton de Drulingen est une ancienne division administrative française située dans le département de la Meurthe (de juin à novembre 1793) puis du Bas-Rhin, en région Alsace.

## Géographie
Ce canton était organisé autour de Drulingen, dans l'arrondissement de Saverne.

## Histoire
- Le canton est créé par un arrêté du 19 juin 1793, il dépend du district de Sarrebourg et du département de la Meurthe jusqu'au 23 novembre suivant, date de son rattachement au Bas-Rhin[1].
- De 1833 à 1848, les cantons de Drulingen et de La Petite-Pierre avaient le même conseiller général. Le nombre de conseillers généraux était limité à 30 par département.
- Un nouveau découpage territorial des départements entre en vigueur à l'occasion des élections départementales de mars 2015. Le canton de Drulingen est supprimé et ses communes sont intégrées dans celui d'Ingwiller.

## Composition
Le canton de Drulingen comprenait vingt-six communes :
- Adamswiller : 392 habitants
- Asswiller : 285 habitants
- Baerendorf : 310 habitants
- Berg : 426 habitants
- Bettwiller : 335 habitants
- Burbach : 323 habitants
- Bust : 453 habitants
- Diemeringen : 1 628 habitants
- Drulingen (chef-lieu) : 1 458 habitants
- Durstel : 408 habitants
- Eschwiller : 180 habitants
- Eywiller : 268 habitants
- Gœrlingen : 255 habitants
- Gungwiller : 278 habitants
- Hirschland : 332 habitants
- Kirrberg : 178 habitants
- Mackwiller : 598 habitants
- Ottwiller : 245 habitants
- Rauwiller : 222 habitants
- Rexingen : 196 habitants
- Siewiller : 417 habitants
- Thal-Drulingen : 176 habitants
- Volksberg : 346 habitants
- Waldhambach : 647 habitants
- Weislingen : 566 habitants
- Weyer : 603 habitants

## Représentation

### Conseillers généraux de 1833 à 1871, de 1919 à  1940 et de 1945 à 2015
| Période           | Identité                          | Parti                                   | Qualité                                                                |
| ----------------- | --------------------------------- | --------------------------------------- | ---------------------------------------------------------------------- |
| 1833-1845 (décès) | Henri Jacques Teutsch (1794-1845) |                                         | Propriétaire de la verrerie de Hochberg Maire de Wingen-sur-Moder      |
| 1845-1852         | Henri Schmidt                     |                                         | Propriétaire, maire de Drulingen                                       |
| 1852-1867         | Camille Schoell (1803-1881)       |                                         | Avocat, maire de Saverne (1864-1867)                                   |
| 1867-1871         | Jacques Vandal                    |                                         | Directeur général des Postes Membre du Conseil d'État                  |
| 1871-1919         | Période allemande                 |                                         |                                                                        |
| 1919-1928         | Georges Wehrung                   | Rad.                                    | Propriétaire à Ottwiller                                               |
| 1928-1940         | Pierre Bauer                      | Autonomiste                             | Propriétaire - Maire d'Hirschland                                      |
|                   |                                   |                                         |                                                                        |
| 1945-1982         | Alfred Westphal                   | UDSR puis RPF puis RS puis UDR puis RPR | Médecin - Sénateur (1946-1952) Député (1962-1973) Maire de Diemeringen |
| 1982-1988         | Jean Lentz                        | RPR                                     | Chef d'entreprise - Maire de Drulingen (1977-1992)                     |
| 1988-2015         | Jean Mathia                       | UDF puis UMP et apparentés              | Cultivateur - Maire puis conseiller municipal d'Asswiller              |

### Conseillers d'arrondissement (de 1833 à 1871 et de 1919 à 1940)
Le canton de Drulingen avait deux conseillers d'arrondissement à partir de 1919.
| Période                                  | Période      | Identité               | Étiquette | Qualité |
| ---------------------------------------- | ------------ | ---------------------- | --------- | --- |
| 1833                                     | 1847 (décès) | Jean Stroh (1784-1847) |           | Tanneur à Ottwiller                                                                                         |
|                                          |              |                        |           | |
|                                          | 1937         | Charles Holtzscherer   |           | Boulanger, maire de Weyer                                                                                   |
| 1931                                     | 1940         | Othon Rieger           | RG        | Vétérinaire à Drulingen                                                                                     |
| 1937                                     | 1940         | Henri Ensminger        | RG-PSF    | Cultivateur, maire de Mackwiller                                                                            |
| 1940                                     |              |                        |           | Les conseils d'arrondissement ont été suspendus par la loi du 12 octobre 1940 et n'ont jamais été réactivés |
| Les données manquantes sont à compléter. |              |                        |           | |

## Démographie
| 1962   | 1968   | 1975   | 1982   | 1990   | 1999   | 2006   | 2011   | 2012   |
| ------ | ------ | ------ | ------ | ------ | ------ | ------ | ------ | ------ |
| 10 670 | 10 839 | 11 209 | 11 231 | 11 036 | 11 186 | 11 338 | 11 525 | 11 507 |